# Медицина Стародавнього Риму
Медицина Стародавнього Риму, як і Стародавньої Греції і Стародавнього Єгипту, зробила величезний внесок у розвиток медичної справи. Тут вона розвивалася під значним впливом грецької медицини. Медичні знання Стародавнього Риму в більшості своїй були засновані на вченні грецького лікаря — Гіппократа. Римляни активно користувалися всіма методами діагностики і лікування, відомими в Стародавній Греції. На високому рівні була розвинена травологія, яка лягла в основу багатьох сучасних уявлень про лікарські рослини. Добре підготовлені майстри іноді практикували такі спеціальності, як офтальмологія та урологія. Широкий спектр хірургічних процедур виконували з використанням багатьох різних інструментів, включаючи щипці, скальпелі та катетери.

## Особливості

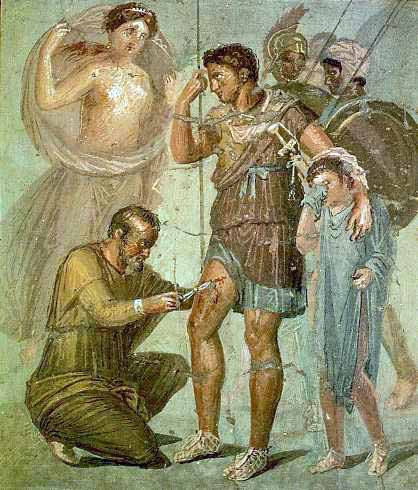
Римська фреска; операція на Енеєві; Археологічний музей Неаполя (Італія); 1 ст

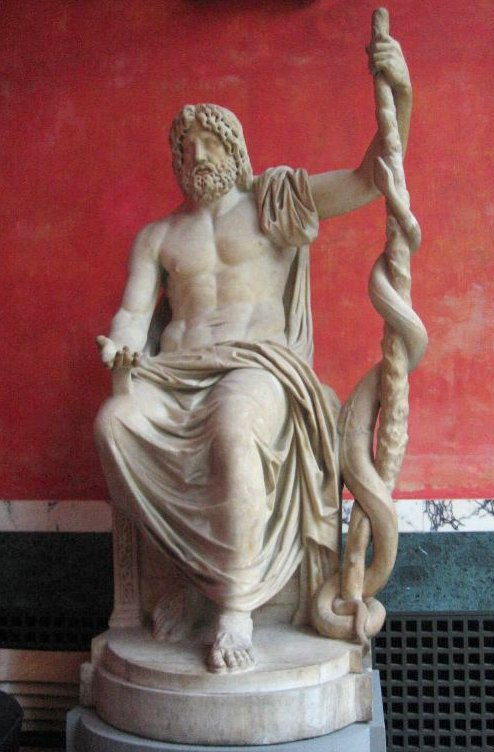
Статуя Асклепія

Стародавній Рим був складним і енергійним поєднанням грецьких і римських культурних елементів, створених через багатовікові відносини. Пізніше латинські автори, особливо Катон і Пліній, вірили в особливий римський тип лікування, заснований на травах, співах, молитвах і ворожінні, який доступний будь-якому главі домогосподарства. Грецька медицина була введена в Рим з встановленням і розвитком військово-політичних контактів між двома регіонами. Але тільки після введення бога Асклепія в 291 р. до Р. Х. і приходу грецького доктора Аркагата в 219 р. до Р. Х., іноземна медицина була публічно прийнята в Римі.
У Римі в умовах великої держави медицина одержала значно більші можливості розвитку, ніж в інших східних рабовласницьких державах з їх більш низьким рівнем продуктивних сил і патріархальними пережитками. Високий рівень розвитку державності виявився у створенні постійної армії. Далекі походи римських легіонів у місцевості, що значно відрізняються кліматом і санітарними умовами, сприяли виникненню різноманітних захворювань. Щоб зберегти боєздатність армії і надавати хірургічну допомогу в битвах, було призначено постійних лікарів, створені військові госпіталі (валетудинарні, буквально — здравниці), а в часи Цезаря з'явилися перші сліди систематичного догляду за пораненими.
Як і грецькі лікарі, римські лікарі спиралися на спостереження, а не на духовні ритуали; проте це не означає відсутності духовної віри. Усякого роду лиха часто приписували божественному покаранню; вважалося, що умиротворення богів через ритуали полегшувало подібні події. Міазма сприймалася як корінна причина багатьох хвороб, викликаних голодом, війнами або чумою. Сформульовано концепцію зараження, що призвело до практики карантину та поліпшення санітарії.
До нашого часу збереглися сліди санітарних споруджень, що обслуговували мирне населення великих міст римської держави і насамперед самого Риму. Велика кількість рабів дозволяла здійснювати будівництво великих споруджень для міського благоустрою і санітарії: водопроводів, каналізацій, бань та ін. Пам'ятником міського благоустрою Давнього Рима залишаються і великі лазні-терми (з III ст. до Р. Х. і пізніше); деякі з них були розраховані на тисячі відвідувачів одночасно. При термах були майданчики для фізичних вправ і змагань, відпочинку і прийому їжі, народних зборів та ін.

## Опозиція грецькій медицині в Римі
До завоювання Греції (146 р. до Р. Х.) в медицині римлян переважали емпіричні засоби, головним чином ліки рослинного походження. Для підтримання здоров'я радили простоту і поміркованість у їжі і взагалі в житті. Відомості про цей період черпаємо з тогочасних юридичних законів та праць Марка Порція Катона Старшого (234—149 pp. до Р. Х.). Порцій Катон був переконаним противником еллінської культури, він наполегливо, гаряче застерігав своїх співвітчизників від запозичення грецьких звичаїв, їхніх медичних засобів, які, мовляв, розслаблюють простий, але доблесний дух справжніх римлян. Він відстоював традиційну римську «простоту нравів». Сам Катон Старший оглядав тих, хто жив поруч з ним, часто призначаючи капусту як ліки проти багатьох захворювань, починаючи від запорів і закінчуючи глухотою. Він видав чіткі інструкції, як готувати капусту для пацієнтів з конкретними захворюваннями. Ще в його працях знаходимо поради щодо лікування вивихів, переломів, ран, а також можна зустріти багато засобів містичного характеру.

## Лікарі
У стародавньому Римі аж до II ст. до Р. Х. обходилися без лікарів-професіоналів.
На відміну від організації охорони здоров'я в Стародавній Греції, яка ґрунтувалася на приватній практиці лікарів, в Стародавньому Римі була зроблена спроба переходу до системи державної підготовки і управлінні діяльністю лікаря
У Давньому Римі лікарями зазвичай були іноземці — спочатку раби з військовополонених, потім вільновідпущеники і приїжджі іноземці: переважно греки чи вихідці з країн Сходу — Малої Азії, Єгипту та ін.
Наприкінці III-на початку II ст. до Р. Х. в столиці Римської республіки стали з'являтися вільні лікарі грецького походження. Першим вільним лікарем у Римі вважається пелопоннесець Архагат (Arhagathos). Він приїхав до столиці в 219 р. до Р. Х. і був тепло зустрінутий городянами. Йому надали право римського громадянства і виділили державний будинок для приватної практики. Початок діяльності принесло Архагату велику популярність, але незабаром припікання і хірургічні операції, які він проводив, різко змінили ставлення римлян до нього: його прозвали «живодером» і перестали до нього звертатися.
Минуло кілька століть, перш ніж грецька медицина отримала визнання в Римі. Важливою віхою в цьому відношенні з'явився едикт Юлія Цезаря, який у 46 р. до Р. Х. надав почесне право римського громадянства як приїжджим лікарям — вихідцям з Греції, Малої Азії, Єгипту та інших провінцій, так і місцевим жителям, що навчалися медицині. Пізніше, в період імперії рескриптом імператора Костянтина (337), встановлювалося: «Ремісники, які живуть у містах, звільняються від усіх повинностей, так як для вивчення ремесла потрібно дозвілля, тим більше що вони бажають і самі вдосконалюватися, і навчати своїх синів. Перелік такий: архітектори, лікарі, ветеринари, живописці, скульптори …» Важливо відзначити, що лікарі та ветеринари в цьому ряду стоять у числі перших. Таким чином, в Римській республіці стали виявлятися елементи державної регламентації медичної справи, які закріплювалися і затверджувалися в період імперії.
У Стародавньому Римі практикувало декілька категорій лікарів. Окрім практикуючих лікарів, виділили окремі посади для головних лікарів великих міст — архіатрів (archiatros — старший лікар). Згодом архіатрів почали призначати і в провінціях. При дворі імператора служили придворні архіатри, в провінціях — провінційні, в містах — народні архіатри. Першим імператорським архіатром в Римі вважається Ксенофон — особистий лікар імператора Клавдія, якого Клавдій представляв як уродженця о. Кос і нащадка легендарного Ескулапа (так римляни називали бога лікування Асклепія). Архіатри, як правило, надавали медичну допомогу багатим громадянам Риму. Для надання медичної допомоги решті населення призначалися народні цілителі. Окрім цих двох категорій лікарів, окремо призначалися лікарі, які працювали при великих видовищах: у театрах, цирках, на гладіаторських аренах. Відомий Клавдій Гален в молодості був лікарем гладіаторів. Є відомості й про залучення лікарів як судових медиків (участь лікаря антистами в розслідуванні вбивства Юлія Цезаря).

### Педаній Діоскорид
Педаній Діоскорид(близько 40 від Р. Х., Аназарб, Мала Азія — близько 90) — давньоримський військовий лікар грецького походження, фармаколог і натураліст, один із засновників ботаніки. Основна робота Діоскорида — «Про лікарські речовини» (лат. De materia medica) містить опис 1000 різних медичних препаратів і 600 рослин, розбитих на 4 групи: духмяні рослини, харчові, медичні та виноробні. У середні віки «De materia medica» вважалася основним джерелом з ботаніки та фармакології. Багато назв рослин, які використовуються й сьогодні, були дані Діоскоридом.

### Соран
Соран Ефеський — грецький лікар, який жив у Римі у II столітті. Займався анатомією, хірургією та акушерством.
Соран у працях «Про гострі та хронічні захворювання» (ця основна робота збереглась лише в латинському перекладі нумідійця Целія Авреліана (V ст. від Р. Х.), «Про жіночі недуги» показав, якими великими і складними знаннями вже володіла тогочасна медична наука. Соран подає в них опис окремих захворювань, підкреслюючи відмінності їх від інших захворювань, тому в історії медицини його справедливо вважають творцем диференційної діагностики. Він перший почав відрізняти основні ознаки захворювань від другорядних симптомів, про що лише через віки писатиме англійський лікар Сиденгам.
Для обстеження хворих Соран застосовує різні діагностичні засоби. При дослідженні органів живота він використовує перкусію (concussus palmae), для визначення тимпанічного звуку (resonus tympani), описує наявність рідини в животі, причому вислуховує переливання, що нагадує йому переливання рідини в неповному бурдюку. Описуючи пульс при різних недугах, Соран звертає увагу на його частоту, ритм і наповнення. Він розрізняє паралічі рухові і чутливі. При рухових паралічах радить поступово привчати хворих до відновлення рухів за допомогою спеціальних блочних апаратів.
Описуючи епілепсію, Соран висловлюється проти лікування її кастрацією, кров'ю черепахи, серцем зайця, а радить купелі, кліматотерапію. У призначенні лікувальних засобів Соран взагалі дотримується принципів методичної школи.
Видав багато творів по гінекології, акушерству і педіатрії. У них детально описується догляд за новонародженими і грудними дітьми, вперше в історії медицини було досліджено будову жіночих статевих органів. Зокрема Соран детально розібрав питання перерізання пуповини, догляд за дітьми, який повинний бути одяг у новонароджених. Він писав й про походи римських військ у місцевості, про різний клімат і харчування воїнів, що призводить до різноманітних захворювань. Соран посприяв створенню військових госпіталів, і при них таборових лікарів.

### Гален
Гале́н, чи Гале́н Перга́мський, (129 або 131, Пергам — близько 200) — грецький лікар, хірург і філософ римської доби. Якщо в Давній Греції найбільш відомим лікарем був Гіппократ, то в Римі особливо шанували Клавдія Галена. Він займався медициною і наукою, а також залишив велику кількість праць, присвячених фармакології і методам терапії. Ним описано 304 цілющих рослин, 80 ліків тваринного і 60 мінерального походження. Він застосовував їх у вигляді відварів, настоїв, порошків і інших форм.
На відміну від Гіппократа, Гален вважав, що лікарські рослини поряд з корисними ефектами можуть надавати шкідливу дію. Саме цілющі властивості він намагався «витягти» з них. Деякі медикаментозні препарати, вперше описані ним, використовуються і по теперішній час. Гален вважав, що людське тіло складається із щільних і рідких частин, він досліджував організм шляхом спостереження за хворими і розкриттям трупів. Одним з перших застосував вівісекцію і став основоположником експериментальної медицини. Його основні праці з анатомії: «Анатомічні дослідження», «Про призначення частин людського тіла».
Гален перший описав окістя, м'язи спини, участь в акті дихання шийних, міжреберних м'язів і діафрагми, відзначив пасивність самих легенів, описав голосовий апарат і залежність його функції від поворотної гілки блукаючого нерва. Провадячи дослід на тваринах, переважно на свинях і мавпах, Гален довів існування рухових і чутливих нервів. Перерізуючи спинний мозок по сегментах, він показав випадіння внаслідок цього різних функцій. Центром психічного життя, в своєму, звичайно, розумінні, він визнавав і мозок:
|  | «Мозок міститься в черепі подібно до великого царя, під захистом фортеці, оточений усіма органами чуттів, як сторожею і почтом, і це змушує думати, що в цій частині вмістище душі». |

 Він вважав, що основою мислення є лише те, що сприймається через чуття,- «nihil est in intelectu, quod non prius fuerit in sensu».
Гален зневажливо ставився до своїх колег, називав їх неуками, шахраями. «Між розбійниками і римськими лікарями не існує іншої різниці, як тільки та, що перші в горах, а другі в Римі роблять свої ганебні вчинки»,- писав він про них. Взагалі, скромність не була йому властива. У своїх працях він багато говорить про свої блискучі діагнози і безпомилковість. «Займаючись медициною до старості, я до цього дня не мав приводу червоніти за призначене мною лікування і діагноз, — що, як я бачив, бувало з найславнозвіснішими лікарями».

### Асклепіад Віфінський
Асклепіад Віфінський — видатний давньогрецький лікар, теоретик медицини, засновник психотерапії, фізіотерпії та молекулярної медицини.
Був новатором у лікуванні хворих. Разом з тим Асклепіад відкидав усі досягнення лікарів, які були до нього, а також був противником гуморального вчення Гіппократа.
Його ідеї випливали з атомістських думок Демокрита та Епікура. Виходячи з цього Асклепіад вважав, що захворювання людини виникають через нерегулярні або негармонійні рухи частинок тіла. При цьому він відкидав наміри інших медиків досліджувати структуру тіла. Асклепіад поділяв усі хвороби на гострі та хронічні. Гострі захворювання, на думку Асклепіада, викликані звуженням пор, або надлишком атомів. Хронічна — релаксацією пор або нестачею атомів. Звідси лікування хвороб — це досягнення (або повернення) гармонії, рівноваги. Для цього Асклепіад застосовував дієту, масаж, купання, прогулянки і фізичні вправи, блювотні засоби та кровопускання, а також вживання вина.
Окрім цього, Асклепіад виступав за гуманне поводження до хворих з психічними розладами, пропонував душевнохворих не ув'язнювати, застосовувати до них до них натуротерапію, зокрема, дієту й масаж.

### Авл Корнелій Цельс

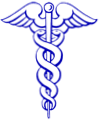
Кадуцей — крилатий жезл з двома зміями, обгорнутими навколо нього

Авл Корнелій Цельс (30 р. до Р. Х. є — 45 р. від Р. Х.) — автор трактатів з військової справи, сільського господарства, філософії, медицини. Трактат Цельса «De medicina» з 8 книг (знайдений у XV ст.) є цінним джерелом, що висвітлює стан медицини античних часів після Гіппократа. Лише завдяки Цельсові ми знаємо про праці Герофіла, Еразістрата та інших видатних учених Александрійської школи, оригінали праць яких безповоротно загинули. Робота Цельса є в основному компіляцією з праць багатьох авторів. Цельс відбирає з їхніх праць найпотрібніше для практичної діяльності. Сам він був багатим землевласником та рабовласником і в своїй праці дає поради, як лікувати вільних осіб, а як рабів, здоров'я яких також потрібно берегти, оскільки лише здоровий раб корисний у господарстві. Ознайомлення з трактатом Цельса свідчить, яку велику кількість захворювань уже розрізняла антична медицина і як багато доцільних лікувальних засобів їй було відомо.
У хірургічній частині трактату Цельс зберіг для історії медицини великий досвід учених Александрійської школи. У нього ми знаходимо перший опис операції катаракти, яку успішно робили вже лікарі Вавилонії за 2-2,5 тисячі років до Р. Х. Описуючи операцію ампутації, Цельс говорить про перев'язування судин лігатурами. Він дає детальний опис гриж. Класичний опис ознак запалення належить Цельсові: «Notae verae inflamationis sunt quattuor: rubor et tumor cum colore et dolore». Це збігається з описом їх індійським лікарем Сушрутою. У XIX ст. Р. Вірхов додав до цього переліку ще п'яту ознаку — порушення нормальної функції (functio laesa).
Багато істориків вважають Цельса не лікарем, а лише аматором медицини. Проте широка обізнаність його з тогочасною медициною, цінність практичних порад щодо застосування численних лікувальних засобів свідчать проти цього.
Гален називає Цельса філіатрос, — дилетантом. Проте твір Цельса в класичній медичній літературі вважається зразком точності (Гезер); у викладі відчувається незалежний, критичний розум, обережний у висновках. Опис окремих операцій подається з такими деталями, які може подати лише той, хто сам виконував такі операції.

## Лікарні

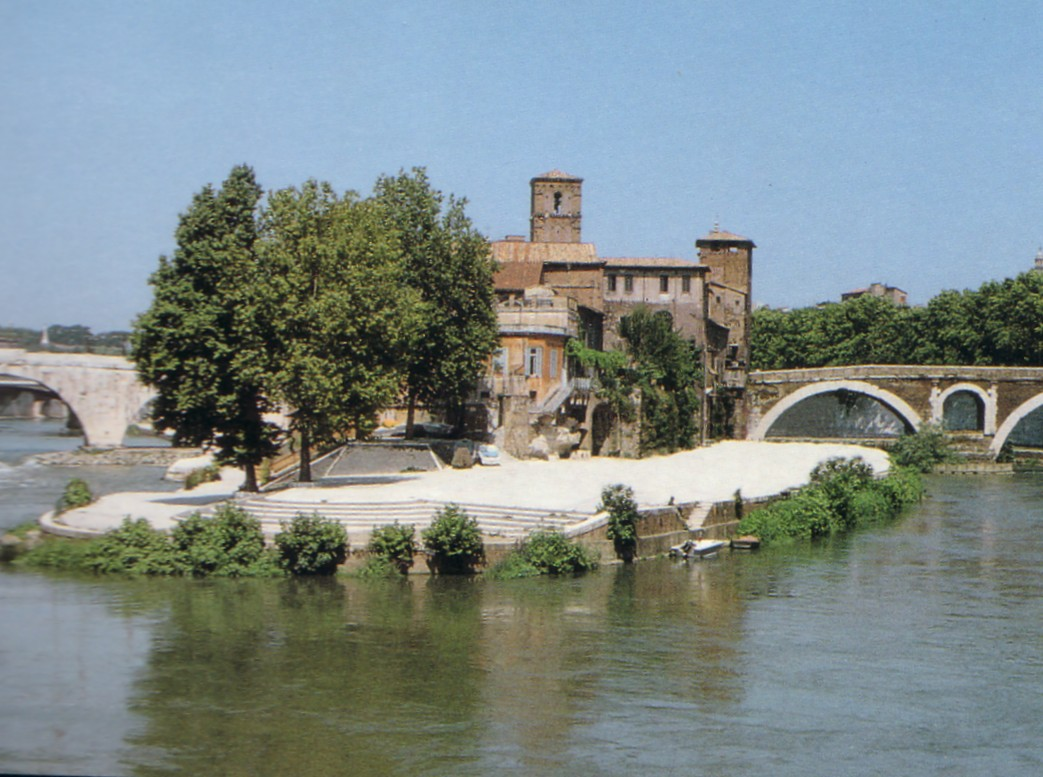
Нинішня лікарня Фатебенефретелліна на острові на Тибрі.

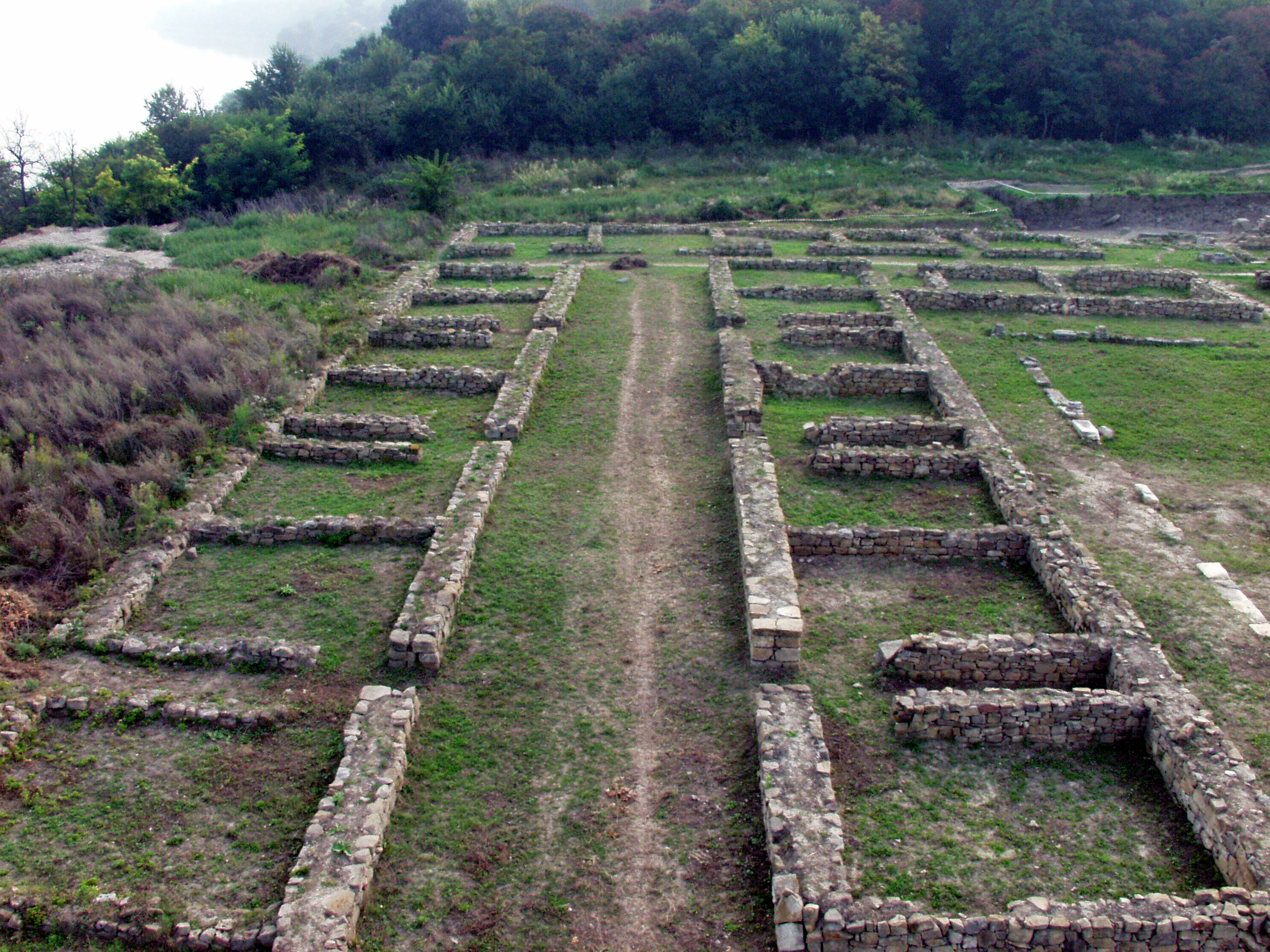
Типова структура у військовому валетудінарії.

Досягненням римської системи охорони здоров'я є спорудження шпиталів. Лікарі легіонів надавали тільки хірургічну допомогу і мали невеликі лазарети. Тих, що захворіли на тривалий строк, відправляли додому. Коли з розширенням кордонів римської імперії це стало неможливо, в стратегічних пунктах були засновані військові лікарні — валетудінарії. Лікарні були побудовані вздовж основних доріг і незабаром стали частиною римської архітектури форту. Зазвичай вони розташовувалися біля зовнішньої стіни в тихій частині фортифікації. Стандартним валетудинарієм була прямокутна будівля, що складалася з чотирьох крил, з'єднаних передпокою, який можна було використовувати як центр сортування. Зазвичай валетудінарій (близько 200 ліжок) створювався при таборі до трьох легіонів, тобто був розрахований на 12 000-13 000 воїнів (від 3500 до 4500 воїнів на легіон). Одне ліжко валетудінарія припадало в середньому на 50-60 воїнів. Будівля також включала великий зал, приймальну палату, диспансер, кухню, приміщення для персоналу, а також пральні та тумбочки.
З часом у провінціях почали організовувати лікарні для імперських чиновників та членів їхніх сімей.
Наприкінці І ст. від Р. Х. почали створювати лікарні для бідних, фінансування яких здійснювали органи міського управління. В деяких містах приватні лікарні починають отримувати субсидії від уряду і стають повністю або частково суспільними закладами.

## Медичні школи Стародавнього Риму
Основою медичного вчення Стародавнього Риму служили знання, отримані з грецької медицини. В першу чергу користувалися працями Гіппократа, що містять описи багатьох захворювань і способів їх лікування.
Медичні школи в Стародавньому Римі з'явилися в епоху республіки. Вважалося, що лікар повинен володіти знаннями з області різних дисциплін. Деякі лікарі навчалися у військових госпіталях. Допомагаючи пораненим, вони набували нові знання в області анатомії і фізіології.
В обов'язки голови міських архіатрів входило викладання медицини в спеціальних школах, які були засновані у м. Римі, Афінах, Олександрії, Антіохії, Бейрута та ін. Анатомія викладалася на тваринах, а іноді на поранених і хворих. Практичну медицину вивчали біля ліжка хворого. Закон суворо визначав права і обов'язки учнів. Весь свій час вони повинні були віддавати вченню. Їм заборонялося брати участь у бенкетах і заводити підозрілі знайомства.
Поряд з державними лікарськими школами, в Римській імперії з'явилося невелике число приватних шкіл з підготовки лікарів. Одну з них (першу) заснував Асклепіад.

## Хірургічні інструменти

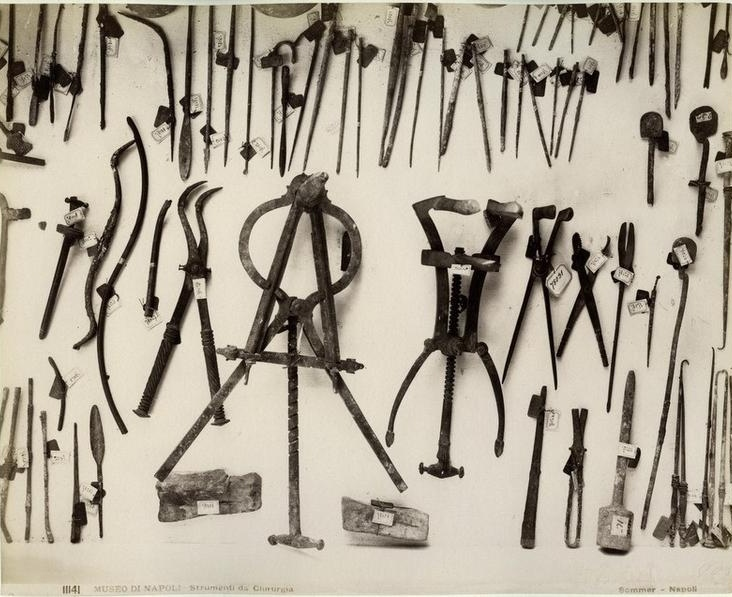
Римські хірургічні інструменти, знайдені в Помпеях

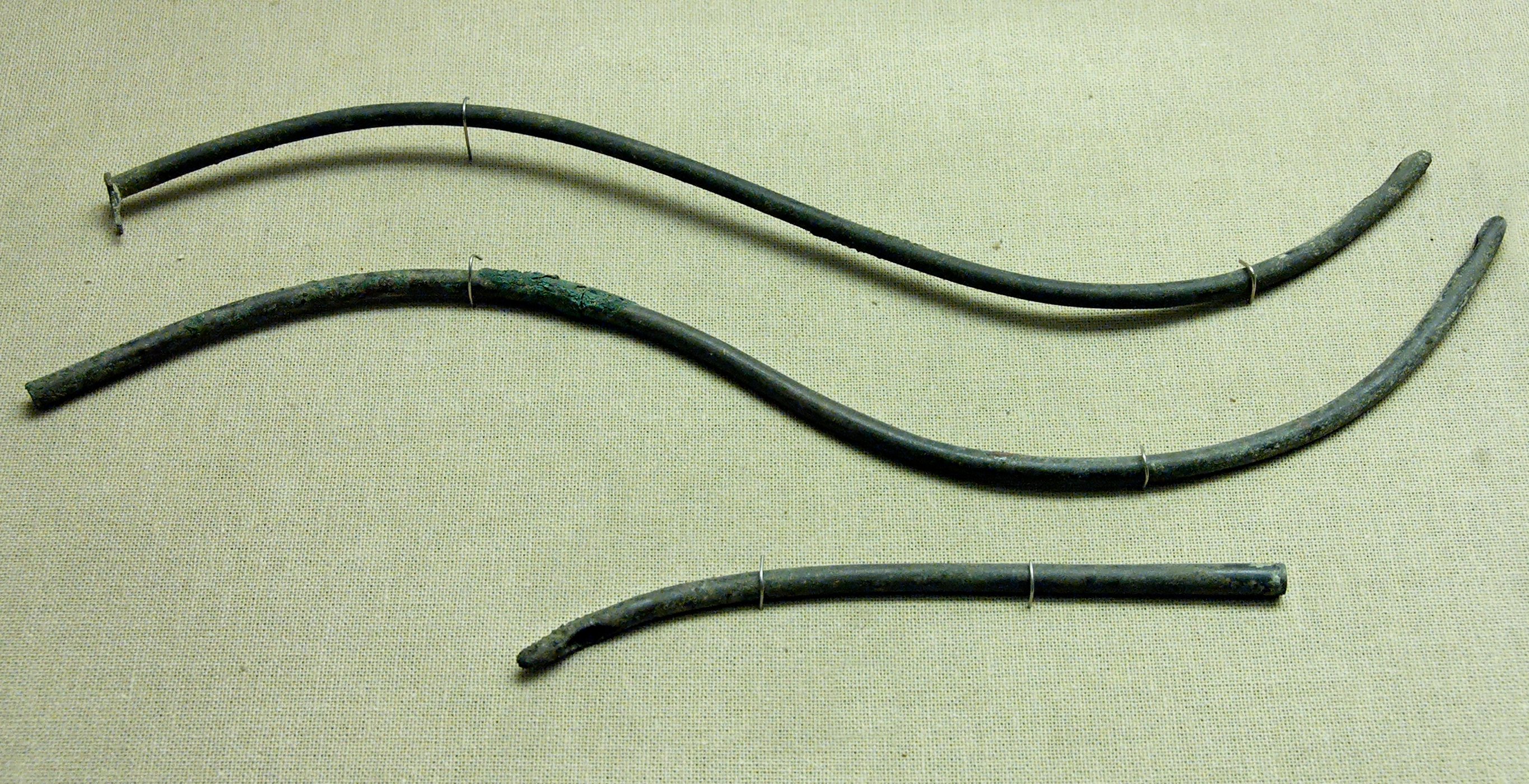
Римські катетери з бронзи.

Різноманітні хірургічні інструменти відомі з археології та римської медичної літератури, включають: Ректальне дзеркало
Інструмент, згаданий Гіппократом, який дозволив лікарям оглянути порожнину прямої кишки пацієнта. «… поклавши пацієнта на спину і обстеживши виразкову частину кишечника за допомогою ректального дзеркала…».
З того, що каже Гален, кісткові важелі, використовувалися для зведення переломистих кісток у положення і можуть бути використані для вилучення зубів.
Хірургічна пила
Використовується для прорізування кісток, наприклад, для ампутацій.
Шпатель
Використовується для змішування і нанесення різних мазей.
Чоловічі катетери
Використовується для того, щоб відкрити блоковані сечові шляхи, щоб сеча вільно проходила з організму. Ранні катетери являли собою порожні труби, виготовлені зі сталі або бронзи, і мали дві основні конструкції. Існували катетери з незначною кривою S для пацієнтів-чоловіків і пряміше для жінок. Існували подібні пристрої, що називалися звуками сечового міхура, які використовувалися для зондування сечового міхура в пошуках кальцифікацій.
Кісткові щипці
Використовується для вилучення дрібних фрагментів кістки.
Акушерські гачки
Часто згадуються і в грецькій, і в латинській літературі, і служили тим самим цілям, які ми використовуємо для них: тупий для розсічення і підняття кровоносних судин, таких як сучасний аневризм; гострі для захоплення і підняття дрібних шматків тканини для висічення і для фіксації і втягування країв рани.
Скальпелі
Могли бути виготовлені з будь-якої сталі або бронзи. Стародавні скальпелі мали майже таку ж форму і функцію, як і сьогодні. Найбільш звичайним типом скальпелів були довші, сталеві скальпелі. Їх можна використовувати для різноманітних розрізів, але вони особливо підходять для глибоких або довгих розрізів. Менші, бронзові скальпелі, також часто використовувалися, оскільки форма дозволяла робити тонкі та точні розрізи.
Шпатель-зонд
Двосторонній інструмент, що використовується майже кожним лікарем. Один кінець використовувався для змішування лікарських засобів, а інший кінець був плоским і використовувався для поширення ліків на пацієнтові.
Кісткові важелі
Інструмент, який використовується для повернення кісток у потрібне місце кінцівки.
Та багато інших.

## Методи лікування і лікарські засоби

De medicina

Застосовувані методи лікування поєднували в собі лікарську терапію, а також різні магічні і релігійні ритуали. Лікарі знали про користь здорового харчування, фізичних вправ, режиму дня і свіжого повітря.
Великого поширення в Стародавньому Римі отримала травологія. Вважається, що саме вона стала основою сучасних знань про лікарські рослини. З медикаментозних засобів використовувалися трави, мінеральні речовини і зілля з декількох різних інгредієнтів.
Римляни використовували широкий спектр лікарських засобів рослинного походження та інших засобів, включаючи:
- Фенхель: ця рослина була звичайним методом лікування нервових розладів, оскільки римляни вважали, що це заспокоює нерви. У римські часи фенхель був цілющою травою.
- Немита шерсть[8]: римляни застосовували це до виразки.
- Оман: люди використовували цю траву для проблеми з травленням.
- Яєчний жовток: призначали яєчний жовток при дизентерії.
- Шавлія: мав релігійне значення. Його використання було поширеним серед тих, хто вірив, що боги можуть зцілити їх.
- Часник: добре діяв на серце.
- Варена печінка: люди з болями в очах використовували це.
- Пажитник: при захворюванні легень, особливо пневмонії.
- Капуста: Катон рекомендував це для багатьох цілей[9], включаючи засіб для похмілля і ліки від ран і виразок.
- Сільфій: використовували це як протизаплідний засіб і при гарячці, кашлю, розладу шлунка, болю в горлі, головного болю і бородавок. Історики не впевнені, що саме сильфій був, але вони вважають, що це вимерла рослина роду Ferula, можливо, різноманіття гігантського фенхеля.
- Верба: використовували це як антисептик.

Статуї і цілющі святині були місцями молитви і пожертв як для бідних, так і для еліти, і були спільними по всій Римській імперії. Пошана до святинь і статуй відображала пошуки зцілення та була альтернативою неефективним лікарям і рослинам.
У 2004 році археологи отримали можливість потримати в руках справжні давні ліки. У 1980-ті роки знайшли залишки римського судна Relitto del Pozzino, затонулого біля узбережжя Populonia, Тоскани близько 120 р. до Р. Х. На його борту були знайдені дерев'яні флакони з ліками, гачки для хірургічних операцій і олов'яний контейнер. Рентгенівський знімок останнього виявив, що всередині судини лежали п'ять таблеток.
Плоскі сірі таблетки залишалися сухими і неушкодженими завдяки герметичній капсулі. Це дозволило вперше провести хімічний глибокий аналіз речовин, які римляни використовували в медицині. До складу ліків входили крохмаль, оксид заліза, бджолиний віск і соснова смола. Вчені припустили, що це були краплі для очей.

## Значення
У Римській імперії антична медицина досягла свого найвищого розвитку. Вона майже зовсім звільнилась від впливу жерців, окреслилась як окрема галузь знання, тісно пов'язана з усіма природничими науками. Прогресивні лікарі почали розуміти захворювання не як кару богів та вселення злих духів, а як наслідок матеріальних причин. У справі медичної допомоги, передусім в армії, почали застосовувати заходи державного характеру. Саму людину передові вчені почали розглядати не як творіння надприродної вищої сили, в яку бог вдунув безсмертну душу, а як витвір самої природи — землі, із смертним тілом і душею, яка є лише духовним проявом життя тіла і підпорядкована всім його змінам. Про це Лукрецій писав:
|  | Ми бачимо, що розум одночасно з тілом народжується І одночасно з ним росте і старіє з ним разом. Також піддається душа і турботам, і горю, і страху... А тому належить їй бути підвладній і смерті... Віджиле все витісняється новим, І речі відновлюються одні з одних неодмінно. Так виникає завжди постійно одне з іншого. У власність життя нікому не дається, а тільки на час. («Про природу речей») |

## Занепад римської медицини
З падінням Римської імперії римська медицина також занепадає, поряд з іншими галузями науки і техніки: середні віки окреслюються великими епідеміями і сотнями тисяч жертв. З приходом християнства, культ Ескулапа — спасителя, змінюється Христом, лікарем душі і тіла: Євангелієм, він звертається до хворих і говорить про зцілення як про божественне втручання. Релігійно-християнська медицина бореться з нехристиянськими методами лікування, так що наукові дослідження вважаються марними.